# جون أوركهارت
جون أوركهارت هو سياسي أمريكي، ولد في 1860، وتوفي في 19 يناير 1925 في سبوكين في الولايات المتحدة. انتخب عضو مجلس نواب واشنطن ‏.